# ロバート・ブライ
ロバート・ブライ（Robert Elwood Bly, 1926年12月23日 - 2021年11月21日）は、アメリカ合衆国の詩人・評論家。

## 概略
ミネソタ州生まれ。1950年にハーヴァード大学を卒業。1960年代から詩人として注目を浴び、ベトナム戦争反対を歌った詩集『体のまわりの光』で1968年に全米図書賞を受賞するなど、米国を代表する詩人の一人として活躍した。1990年の『アイアン・ジョンの魂』は男の神話的生き方の本としてベストセラーとなった。松尾芭蕉やパブロ・ネルーダといった海外の作品を翻訳したことでも知られる。

## 日本語訳
- 『ロバート・ブライ詩集』池谷敏忠訳. 松柏社, 1973
- 『ロバート・ブライ詩集』(アメリカ現代詩共同訳詩シリーズ） 谷川俊太郎,金関寿夫訳. 思潮社, 1993.10
- 『翼ある生命 ソロー「森の生活」の世界へ』編著, 葉月陽子訳. 立風書房, 1993.12
- 『アイアン・ジョンの魂』野中ともよ訳. 集英社, 1996.5 「グリム童話の正しい読み方 『鉄のハンス』が教える生き方の処方箋』集英社文庫 1999.7
- 『未熟なオトナと不遜なコドモ 「きょうだい主義社会」への処方箋』荒木文枝訳. 柏書房, 1998.9